# Northern Chaos Gods
Northern Chaos Gods är det nionde studioalbumet av det norska black metal-bandet Immortal. Albumet utgavs 2018 av skivbolaget Nuclear Blast.

## Låtlista
1. "Northern Chaos Gods" – 4:25
2. "Into Battle Ride" – 3:50
3. "Gates to Blashyrkh" – 4:38
4. "Grim and Dark" – 5:27
5. "Called to Ice" – 5:06
6. "Where Mountains Rise" – 5:51
7. "Blacker of Worlds" – 3:43
8. "Mighty Ravendark" – 9:14

- Text & musik: Demonaz Doom Occulta

## Medverkande
Musiker (Immortal-medlemmar)
- Demonaz Doom Occulta (Harald Nævdal) – sång, gitarr
- Horgh (Reidar Horghagen) – trummor

Bidragande musiker
- Peter Tägtgren – basgitarr

Produktion
- Peter Tägtgren – producent, ljudtekniker, ljudmix
- Pytten (Eirik Hundvin) – ljudtekniker
- Jonas Kjellgren – mastering
- Jannicke Wiese-Hansen – omslagskonst
- Håkon Grav – foto